# 新柏林 (威斯康辛州)
新柏林（英語：New Berlin）是美國威斯康辛州沃基肖縣的一座城市，與北邊的布魯克菲爾德、西邊的沃科夏以及南邊的馬斯基戈相鄰，面積95.51平方公里。依據2020年美國人口普查結果人口有40,451人。